# Бои при Реиме
Бои при Реиме (ивр. קרב רעים‎) — бои в израильском кибуце Реим, которые начались в праздник Симхат Тора 7 октября 2023 года, когда боевики террористических организаций ХАМАС и Палестинский исламский джихад напали на Израиль в октябре 2023 года. В лесу возле кибуца в это время происходил музыкальный фестиваль с участием тысяч израильтян, съехавшихся со всей страны. Участники фестиваля стали первыми жертвами нападения, многие из них были убиты, другие уведены в плен (см. Резня на музыкальном фестивале в Реиме).
Хамасовцы убили также ряд израильских солдат и взяли под свой контроль военную базу Реим, а также захватили в плен нескольких израильских солдат. Точное количество убитых пока точно не установлено, однако все солдаты с базы были или убиты, или пленены. Хамасовцы опубликовали видеоматериал с убитыми на базе израильскими солдатами. Отвечающая за защиту юга Израиля дивизия «Газа» была при этом фактически разгромлена. Армия обороны Израиля смогла отбить свою базу уже в тот же день.
В ходе боя офицер-следопыт подполковник М. провёл акцию по обману террористов — он приказал своему подчинённому снять форму ЦАХАЛа и призвать террористов на арабском языке подойти к нему поближе, заставив их думать, что он был одним из террористов. Когда они вышли из своих укрытий и приблизились к нему, подполковник М. с близкого расстояния убил многих из них.
Согласно отчёту, бой завершился через 13 часов после начала.